# Manuel Roxas y Acuña

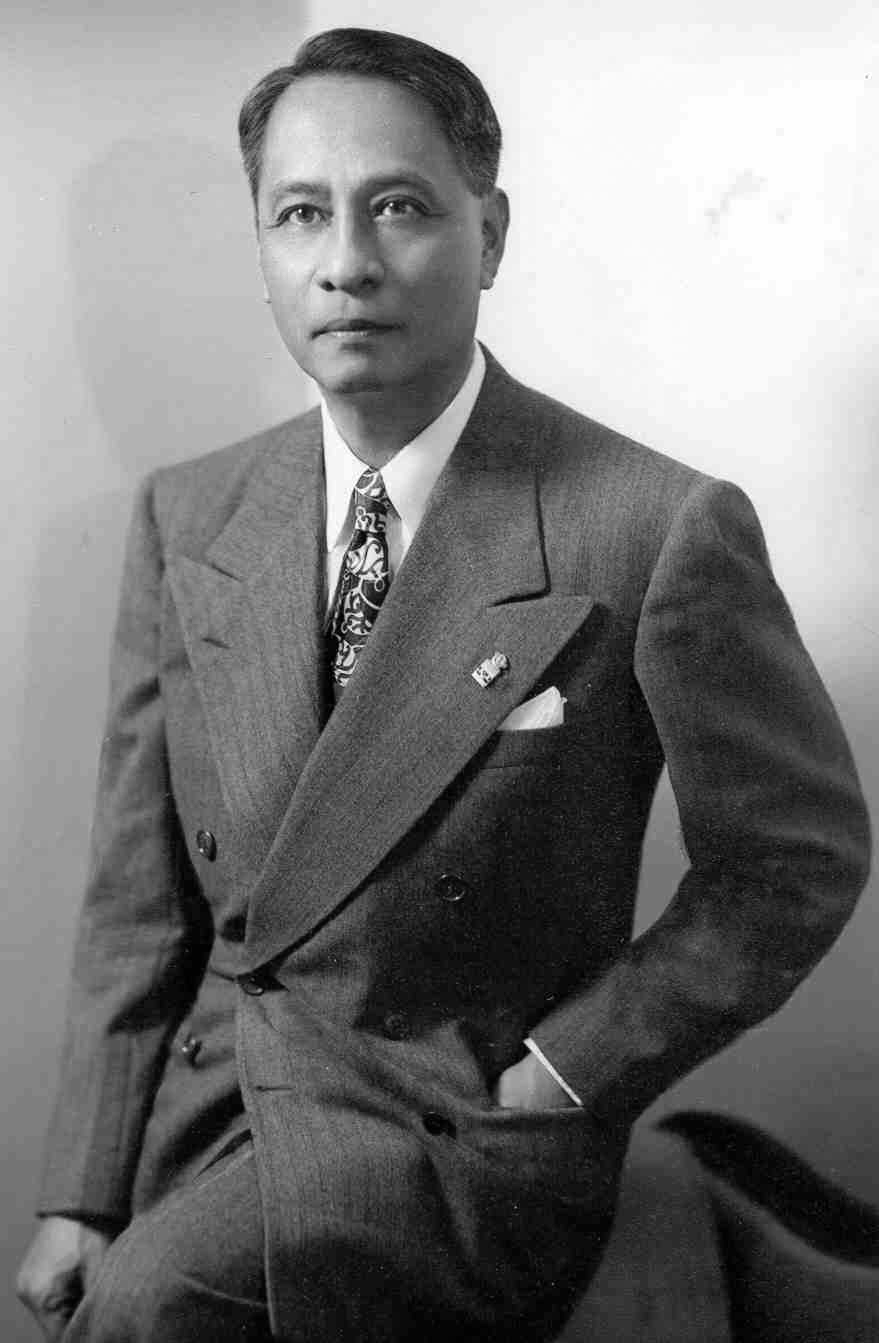
Manuel Roxas.

Manuel Roxas, född 1 januari 1892 i Capiz, död 15 april 1948 på Clark Air Base i Angeles City, var en filippinsk politiker. Han var det självständiga Filippinernas förste president från den 4 juli 1946 till den 15 april 1948, då han avled. Dessförinnan var han president för det självstyrande Filippinerna från den 28 maj 1946 till den 4 juli 1946.